# Bjärshögs socken
Bjärshögs socken i Skåne ingick i Bara härad, ingår sedan 1977 i Svedala kommun och motsvarar från 2016 Bjärshögs distrikt.
Socknens areal är 3,32 kvadratkilometer varav 3,30 land.  År 2000 fanns här 53 invånare. Kyrkbyn Bjärshög med sockenkyrkan Bjärshögs kyrka ligger i socknen. 

## Administrativ historik
Socknen har medeltida ursprung. 
Vid kommunreformen 1862 övergick socknens ansvar för de kyrkliga frågorna till Bjärshögs församling och för de borgerliga frågorna bildades Bjärshögs landskommun. Landskommunen uppgick 1952 i Bara landskommun som 1971 ombildades till Bara kommun som uppgick 1977 i Svedala kommun. Församlingen uppgick 2002 i Värby församling.
1 januari 2016 inrättades distriktet Bjärshög, med samma omfattning som församlingen hade 1999/2000.  
Socknen har tillhört län, fögderier, tingslag och domsagor enligt vad som beskrivs i artikeln Bara härad.

## Geografi
Bjärshögs socken ligger öster om Malmö kring Sege å. Socknen är en småkuperad odlingsbygd.

## Fornlämningar
Boplatser från stenåldern är funna.

## Namnet
Namnet skrevs 1228 Biarhusa och kommer från kyrkbyn. Efterleden är plural av hus. Förleden är biärgh, berg och syftar på höjden den tidigare kyrkan var belägen på. Namnet har även stavats Bjershög och Bjerresjö. Jordebokssocknens namn fastställdes till Bjershög istället för det använda Bjerresjö enligt beslut den 16 augusti 1889.